# Intars Busulis
Intars Busulis (Talsi, 2 maggio 1978) è un cantante lettone.
Ha partecipato all'Eurovision Song Contest 2009 come rappresentante della Lettonia presentando il brano Probka.